# Initiation (théosophie)
Pour les articles homonymes, voir Initiation (homonymie).
 (Février 2019).
- Si vous ne connaissez pas le sujet, laissez ce bandeau (vous pouvez alors contacter les auteurs).
- Si vous supprimez le contenu mis en cause (vous pouvez préalablement contacter les auteurs),

argumentez précisément cette suppression dans la page de discussion
(un manque de référence n'est pas un argument ; une recherche réelle de référence doit avoir été effectuée, être formellement documentée).
 (décembre 2013).
L'initiation, telle qu'entendue en théosophie, donne tout d'abord à l'initié, la faculté de se relier à son âme.
L'initiation, dans la doctrine occultiste théosophique, reprend les grandes lignes des principes de l'initiation tels que formulés dans la plupart des groupements et traditions ésotériques. Cependant, plutôt que dans une progression institutionnelle comme en franc-maçonnerie ou dans une perspective purement mystique dans l'exégèse des textes sacrés comme dans la Kabbale, son approche consiste essentiellement à en faire une sorte de synthèse. 
Ainsi, si l'initiation d'un disciple se réalise généralement auprès d'un initiateur ou instructeur et malgré l'existence de degrés initiatiques clairement définis, elle ne serait pas tant donnée dans un cadre institutionnel que formant une sorte de continuité avec l'expérience humaine dans la vie quotidienne et des efforts que formulerait le disciple en termes de méditation et de perfectionnement de soi, autrement dit dans une amélioration graduée du contact avec l'âme, puis plus tard après la transfiguration qui a parachevé l'intimité avec l'âme, dans le contact personnalité/âme avec la Monade.

## Vision spécifiquement théosophique de l'Initiation

### Objet du processus initiatique
Il est considéré par la doctrine théosophique que sur les plans inférieurs, ou « ici-bas », la vibration de vie est lente, alourdie et léthargique par rapport aux plans plus élevés, et que c'est en apprenant à vibrer et à tourner plus vite, que nous pouvons espérer gravir le « sentier de retour » dans le « royaume » divin, appelé aussi « la maison du père ». Ce qui implique nécessairement l'incorporation progressive de matière plus fine dans les véhicules humains, et c'est tout l'objet de la première phase du processus initiatique, comprenant les deux initiations dites « du seuil ».	
Cette progression se ferait en termes de degrés d'appréhension de la réalité et de la capacité à en comprendre les lois fondamentales, supposées métaphysiques. Bien que cette notion de degrés initiatiques diffère selon les auteurs de la galaxie théosophique, un relatif consensus autour de 7 degrés d'initiation peut être dégagé, exprimé notamment par la théosophe Alice Bailey, (pour la progression en degrés : voir tableaux ci-dessous).
La progression initiatique théosophique fonctionne par un principe de différenciation progressive de l'individu par rapport à l'humanité dite 'ordinaire'. En se perfectionnant et par un travail sur lui-même, l'individu serait progressivement soumis à des initiations en présence de l'initiateur pour les deux premières initiations, entité spirituelle ayant atteint un état supérieur de conscience (tel qu'un Bodhisattva, identifié au degré de Christ, (le Bodhisattva Maïtreya n'étant autre pour les théosophes que le Christ des Chrétiens..), ou concernant la seconde phase du processus initiatique, en présence de l' « unique initiateur » : (Sanat Kumara, considéré comme l'avatar du Logos terrestre..), délivrant les initiations supérieures, du 3e au 7e degré. 
L'initiation, pour la théosophie, débuterait par un premier niveau (le plus proche de l'humanité dite 'ordinaire'), qui se caractériserait extérieurement notamment par les efforts de service à l'Humanité, de dévouement et de désintéressement. Elle s'achèverait par des degrés inspirés de terminologie des traditions orientales tels que le degré de Bodhisattva (assimilé par les théosophes à l'équivalent du Christ lui-même) ou encore au Bouddha (signifiant « éveillé »). Cette progression s'étalerait, selon les théosophes (qui croient évidemment en la réincarnation), sur de nombreuses vies successives et correspondrait à une ouverture progressive de la conscience au travers d'une expérience de vie spirituelle de plus en plus prégnante (certains théosophes croient, par exemple, en une nécessité allant jusqu'à quatorze incarnations pour accéder au second degré d'initiation). Dans ce cadre, les différents degrés initiatiques seraient obtenus par le passage de l'initiation correspondante. Selon la doctrine théosophique, l'initiation, lorsqu'elle se présenterait en tant qu'épreuve, suivrait une préparation souvent longue et difficile. C'est exactement ce qu'illustre le récit de l'Odyssée (gr: Όδυσσεύς) d'Homère, dans lequel tous les héros sont à divers degrés concernés par des épreuves initiatiques, ainsi que le récit des 12 travaux d'Hercule, d'ailleurs repris en tant qu'œuvre littéraire initiatique par Foster Bailey, (l'époux d'Alice Bailey).
Cependant, les dernières initiations (respectivement cinquième, sixième et septième) pourraient se réaliser au cours d'une seule et même incarnation. La dernière initiation - la septième - serait la plus élevée des initiations humaines terrestres. On remarquera à ce sujet l'importance du septénaire dans la doctrine des théosophes comme dans la plupart des traditions et groupements ésotériques. Cependant, certains théosophes soutiennent l'existence d'initiations ultérieures dans des états de conscience plus élevés. En effet, dans la doctrine théosophique, toute entité connaît ses propres évolution et progression, de l'individu ordinaire à des entités comme le Bodhisattva (identifié au Christ, pour les théosophes). 
La préparation à l’initiation serait axée essentiellement sur la nécessité du service à autrui et à tous les êtres (une notion essentiellement bouddhiste, la théosophie moderne s'appuyant en grande partie sur les traditions orientales). Cependant, elle s'appuie également sur une pratique assidue de la prière, dans les premiers stades, puis sur la méditation, et dans les stades suivants, sur la contemplation ou l’extase.
Il résulterait d'une initiation la découverte de pouvoirs chez l'initié, de type parapsychiques, en fonction du degré atteint. Par exemple, les théosophes, de même d'ailleurs que les Brahmanes hindouistes, ou les Bouddhistes, soutiennent qu'un Arhat (initié de la Quatrième Initiation, donc un « Crucifié »..) est capable d'apaiser par l'effet de sa prière, une guerre civile régionale ou obtenir la fin d'une épidémie. Les partisans de cette doctrine expliquent cependant qu'aucun initié n'enfreignant les lois du Karma, la plupart des grands maux affectant les Hommes continueraient de se dérouler malgré la possibilité de les empêcher, sauf à ce que les signes spirituels de la fin du dit Karma soient perceptibles, grâce notamment... à l'intervention Dévique ou Angélique laquelle répondrait à l'intercession du Saint. 
Ces « pouvoirs » viendraient en corrélation du fait que chaque initiation s'accomplirait par la capacité à maîtriser un des sept plans vibratoires de l'existence, retrouvant à nouveau la terminologie du septénaire décliné de toutes sortes de façons dans la doctrine des théosophes.

## Les sept degrés initiatiques, «hiérarchie terrestre» de la théosophie
On peut dénoter chez la théosophe Alice Bailey une terminologie des degrés correspondant à des étapes de la vie du Christ, puisque l'écrivaine s'est notamment attachée à apporter une note chrétienne à l'enseignement théosophique.

### Tableau des «Degrés initiatiques» de la Théosophie[1]
Synthétiquement, même si cette nomenclature et ces correspondances ne font pas l'unanimité au sein des théosophes (que cela soit les partisans d'Helena Blavatsky ou ceux d'Alice Bailey), (sachant que l'humanité tout entière ainsi que les 7 premiers degrés se trouvent dans le plan physique cosmique), les degrés initiatiques peuvent être présentés ainsi : 
| Initiation                                                | aussi appelée                             | donne une certaine maîtrise sur le plan | avec emprise sur le Rayon | Titre ou "Grade"        |
| 9e degré 8e degré                                         | Le refus La transition                    | Mental Cosmique Astral Cosmique         | I, II, III 4, 5, 6, 7     | Bouddha Bodhisattva     |
| auxquels deux degrés "hors hiérarchie" viennent s'ajouter |                                           |                                         |                           |                         |
| 7e degré 6e degré 5e degré                                | La résurrection La décision La révélation | divin monadique atmique                 | II III I                  | CHOHAN Chohan Asekha    |
| 4e degré                                                  | La Crucifixion (ou "renonciation")        | bouddhique                              | 4                         | Arhat                   |
| 3e degré                                                  | La transfiguration                        | mental                                  | 5                         | Anâgâmin                |
| 2e degré 1er degré                                        | Le baptême La seconde naissance           | astral physique                         | 6 7                       | Sakritâgâmin Srotâpatti |

### Tableau deschakraséveillés en fonction des degrés initiatiques atteints
De manière similaire, même si cette nomenclature ne fait pas autorité chez les théosophes partisans d'Helena Blavatsky et d'Alice Bailey, une correspondance peut être établie selon certains auteurs théosophes[évasif]:
| Initiation                 | aussi appelée                             | Chakra éveillé                                                                                                  | Chakra               | Titre ou "Grade"        |
| 7e degré 6e degré 5e degré | La résurrection La décision La révélation | (coronal) . . Sahasrâra . . [ सहस्रार ] (gorge) . . . Vishuddha . . . [ िवशुद्ध ] (basal) . . Mûlâdhâra . . [ मूलाधार ] | 1 ou 7 3 ou 5 7 ou 1 | CHOHAN Chohan Asekha    |
| 4e degré                   | La Crucifixion (ou "renonciation")        | (cardiaque) . . Anâhata . . [ अनाहत ]                                                                            | 4                    | Arhat                   |
| 3e degré                   | La transfiguration                        | (frontal) . . Âjñâ . . [ आज्ञा ]                                                                                  | 2 ou 6               | Anâgâmin                |
| 2e degré 1er degré         | Le baptême La seconde naissance           | (plexus solaire) . . Maṇipûra . . [ मिणपूर ] (sacrum).. Svâdhiṣhthâna . . [ स्वािधष्ठान ]                              | 5 ou 3 6 ou 2        | Sakritâgâmin Srotâpatti |

nb: le n° du Chakra, est ici doublé afin de le lire : 1er chiffre : lecture de haut en bas, 2e chiffre : sens inverse.
- le chakra central (le centre « Cardiaque ») se lit bien entendu dans un ordre identique quel que soit le sens - .